# James McHenry

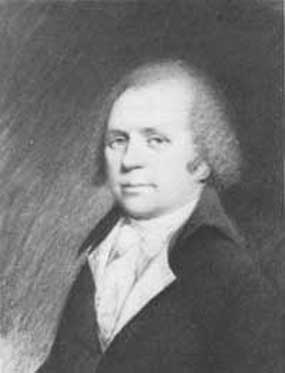
James McHenry

James McHenry (* 16. November 1753 in Ballymena, Ulster; † 3. Mai 1816 in Baltimore, Maryland) war ein amerikanischer Politiker und einer der Unterzeichner der amerikanischen Verfassung von Maryland. Er war auch ein Delegierter des Kontinentalkongresses von Maryland und Kriegsminister unter den Präsidenten George Washington und John Adams. Nach ihm wurde das Fort McHenry benannt.
Er genoss eine klassische Erziehung in Dublin und emigrierte 1771 nach Philadelphia, wo er Arzt wurde. In Baltimore gründete er mit seinem Bruder ein Import-Export-Unternehmen.
Während seiner Zeit als Kriegsminister legte er die Rassentrennung für das Marine Corps fest, dass kein „Neger, Mulatte oder Indianer“ aufgenommen werden dürfe (“No Negro, Mulatto or Indian to be enlisted”). Dieses Verbot galt von 1798 bis 1942.

## Religiöse Überzeugungen
So wie viele der Gründerväter war James McHenry ein bekennender Christ. In einem Brief von 1813 bat McHenry seinen Präsidenten um Geldmittel für die erste Bibelgesellschaft in Baltimore.
Öffentliche Hilfsprogramme setzen sich meistens gewaltsam für die generelle Verteidigung der Heiligen Schriften ein. Die Doktrin, die sie predigen, die Verpflichtungen, die sie verhängen, die Bestrafung, mit der sie drohen, die Belohnungen, die sie versprechen, der Stempel und das Bild der Göttlichkeit, die sie ertragen, die eine Überzeugung ihrer Wahrheiten erzeugt, können allein die Gesellschaft, die Ordnung und den Frieden sichern, wie auch unserer Gerichtshöfe und Regierungsverfassung, Reinheit, Stabilität und Brauchbarkeit. Ohne die Bibel erweitern wir vergeblich das Strafgesetz und entwerfen Schanzen um unsere Institutionen. Bibeln sind mächtige Schanzen. Wo sie im Überfluss vorhanden sind, können Männer keinen gemeinen Kurs verfolgen, und sich gleichzeitig eines ruhigen Gewissens erfreuen.